# Anouar Toubali
Anouar Toubali est un acteur français, né le 19 février 1987 à Ris-Orangis.

## Biographie
D'origine marocaine, il est le fils d’un cuisinier et d’une aide-soignante, travaillant tous deux dans des hôpitaux psychiatriques. Il est atteint de nanisme, dû à un handicap de naissance décelé à la fin de la grossesse de sa mère. Il développe aussi des troubles de parole, décelés à l'âge de 7 ans, qui le font bégayer. Malgré son handicap, il est élevé sans aide particulière et il apprend à s'adapter au monde qui l'entoure. Il apprend le breakdance durant son adolescence, dont il se sert pour vivre en animant des bars à chicha ou des discothèques. Côté vie privée, il se marie en 2009 et a une fille née en 2015.
Franck Gastambide le repère lors d'un casting pour son film Les Kaïra, dans lequel Anouar Toubali joue un second rôle. Il apparaît ensuite dans un épisode de la série Nos chers voisins. Puis Gastambide lui offre l'un des trois rôles principaux dans Pattaya, qui bénéficie d'un important succès public en 2016. Pour ce film, il prend des cours de comédie et de boxe thaïlandaise.
En 2016, il participe à l'émission Fort Boyard avec notamment Franck Gastambide et Sabrina Ouazani, ses partenaires dans Pattaya.
En 2018, il collabore pour la troisième fois avec Franck Gastambide, et interprète un policier dans Taxi 5. À l'automne de la même année, il participe à la neuvième saison de l'émission Danse avec les stars sur TF1, aux côtés de la danseuse Emmanuelle Berne, et termine dixième de la compétition.
En 2023, il revient avec une nouvelle comédie d’action Medellín sur la plateforme d’Amazon Prime.

## Filmographie
- 2012 : Les Kaïra de Franck Gastambide : le mini-facteur[7]
- 2016 : Pattaya de Franck Gastambide : Karim, le nain
- 2017 : Nos chers voisins (série télévisée), épisode 11 Nos chers voisins au ski : Fred, agent de location[8]
- 2018 : Taxi 5 de Franck Gastambide : Michel, un policier municipal
- 2023 : Medellín de Franck Gastambide : Chafix[9]
- 2024 : Neuilly-Poissy de Grégory Boutboul : Rayan